# Chaos (lucha libre)
Chaos (estilizado en mayúsculas) es un stable de lucha libre profesional que aparece principalmente en New Japan Pro-Wrestling (NJPW). El grupo se creó en 2009, luego de que casi todos los miembros del stable Great Bash Heel traicionaran a su líder Togi Makabe. Poco después, el grupo sería conocido como Chaos, bajo el liderazgo de Shinsuke Nakamura. Poco después, el nuevo grupo se llamó Chaos, con Nakamura como el líder y el objetivo común de resucitar el Strong Style, que Nakamura sintió que fue abandonado después de la salida de los portadores Antonio Inoki y Shinya Hashimoto. Como líder del Chaos, Shinsuke Nakamura fue uno de los mejores luchadores de NJPW, ganando el Campeonato Peso Pesado de la IWGP y el Campeonato Intercontinental de la IWGP así como el 2011 ganando el G1 Climax y el New Japan Cup (2014). Desde su fundación, Chaos ha agregado varios miembros nuevos, sobre todo Kazuchika Okada, fue cuatro veces Campeón Peso Pesado de la IWGP con el reinado más largo de 720 días en su cuarto reinado y ha ganado el G1 Climax en 2012 y 2014, así como la New Japan Cup (2013).
Okada se convirtió en el segundo líder de Chaos después de la salida de Nakamura de Japón, e incluso sucedió a Hiroshi Tanahashi, como el "as" de la promoción o estrella superior. Rocky Romero también ha disfrutado de un notable nivel de éxito como miembro de Chaos, ganado Campeonato Peso Pesado Junior en Parejas de la IWGP un récord de ocho veces: dos veces con Davey Richards, dos veces con Alex Koslov como Forever Hooligans, y cuatro veces (más el 2016 Super Jr. Tag Tournament ) con Trent Barreta como Roppongi Vice.
A sus comienzos, Chaos era el único stable heel de NJPW, hasta el año 2013, cuando tuvieron rivalidades con los grupos heels: Suzuki-gun, Bullet Club y Los Ingobernables de Japón, cambiando a face.

## Historia

### Formación (2009)
El 5 de abril de 2009, Toru Yano se volvió contra el líder de Great Bash Heel (GBH) Togi Makabe, costando a Makabe su lucha contra Shinsuke Nakamura. Durante ese mes, todos los miembros de GBH además de Tomoaki Honma le dieron la espalda a Makabe, uniéndose a Nakamura y Yano. El 23 de abril, el grupo fue bautizado oficialmente como Chaos, con Nakamura y Yano posicionados como sus dos figuras centrales. Chaos compartió el objetivo común de resucitar el Strong Style, que Nakamura sintió que fue abandonado después de la salida de los portadores Antonio Inoki y Shinya Hashimoto.

### Liderazgo de Nakamura (2009-2016)

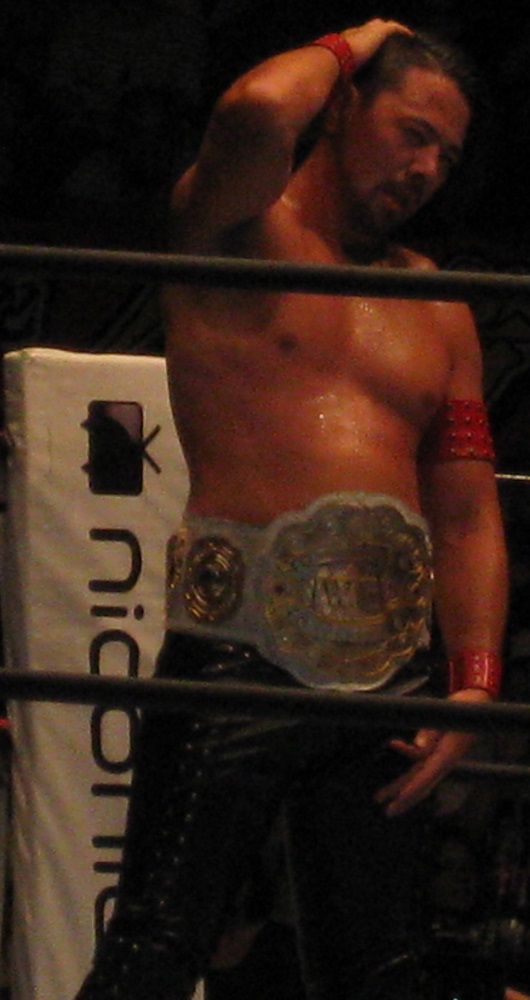
Shinsuke Nakamura, líder original y fundador del Chaos.

Después de que se formó el Chaos, Giant Bernard y Karl Anderson (colectivo conocido como Bad Intentions), que también formaron parte del establo cuando se formó el 20 de junio, recibieron una oportunidad en el Campeonato en Parejas de la IWGP, pero no pudieron derrotar a los defensores. campeones Team 3D (Brother Ray y Brother Devon). También en ese día, Black Tiger V fue derrotado por Tiger Mask en una máscara contra máscara y luego se reveló que era Tatsuhito Takaiwa quitándose la máscara y saliendo del stable.
Del 7 de agosto al 16 de agosto, Bernard, Yano, Iizuka y Nakamura participaron en el G1 Climax 2009 (Yano y Bernard participan en el bloque A y Nakamura e Iizuka en el bloque B), al final de los cuales Yano derrotó a Bernard, terminando el torneo con seis puntos y Bernard con 5 puntos, mientras Nakamura derrotó a Iizuka, terminando su bloqueo con 12 puntos ganando cada partido en su bloque y avanzando a semifinales (mientras que Iizuka terminó el torneo con 2 puntos), donde derrotó a Hiroshi Tanahashi para avanzar a la final, pero luego perdió la final ante Togi Makabe.

#### Éxito del campeonato
El 27 de septiembre, Nakamura vengó su derrota en el G1 y derrotó a Makabe en un combate por decisión para ganar el Campeonato Peso Pesado de la IWGP por tercera vez. Al ganar el título, Nakamura provocó la ira de la talla de Antonio Inoki al anunciar su plan de querer restaurar el "Strong Style" de New Japan al capturar el cinturón original del Campeonato Peso Pesado de la IWGP de Inoki para reemplazar el título de la cuarta generación. cinturón que el propio Nakamura tiene. El 12 de octubre, Nakamura defendió con éxito el título contra Shinjiro Otani. Del 17 de octubre al 1 de noviembre, Chaos participó en la G1 Tag League 2009, durante la cual el nuevo miembro de Chaos Masato Tanaka e Ishii y Yano y Nakamura participaron en el bloque A mientras que Anderson y Bernard y Gedo y Jado en el bloque B. Ishii y Tanaka terminaron su bloque con 4 puntos y Yano y Nakamura con 6 puntos, avanzando a las semifinales, mientras que Gedo y Jado terminaron el torneo con 2 puntos y Anderson y Bernard con 8 puntos, también avanzando a las semifinales. En las semifinales, Nakamura y Yano perdieron contra Apollo 55 (Prince Devitt y Ryusuke Taguchi) mientras que Anderson y Bernard derrotaron a Wild Child (Takao Omori y Manabu Nakanishi) para avanzar a la final. En la final, Anderson y Bernard derrotaron a Devitt y Taguchi para ganar el torneo. El 8 de noviembre en Destruction'09, Nakamura defendió con éxito el Campeonato Peso Pesado de la IWGP contra el excampeón Hiroshi Tanahashi. El 5 de diciembre, Nakamura retuvo el título al derrotar a Yuji Nagata.
El 4 de enero de 2010 en Wrestle Kingdom IV, Bad Intentions recibió un combate por el Campeonato en Parejas de la IWGP, pero perdió contra No Limit (Tetsuya Naito y Yujiro Takahashi) en un combate por equipos hardcore de tres vías en el que también participó Team 3D (Brother Ray y Brother Devon). Más tarde esa noche, Nakamura defendió con éxito el Campeonato de Peso Pesado IWGP contra Yoshihiro Takayama en una revancha de su pelea de unificación del título de 2004. Después de derrotar a Takayama, Nabukamura fue desafiado por Manabu Nakanishi, a quien pincharía el 14 de febrero en el show ISM de New Japan en el Sumo Hall, haciendo su quinta defensa. También en ese evento, la enemistad de Yano con Tanahashi en la que Yano lo inmovilizó en un combate por parejas quien terminaría en favor de Tanahashi, pero después del combate fue asaltado por Yano y Tanaka, quienes procedieron a cortarse parte de su cabello. Del 14 de marzo al 22 de marzo, Anderson, Bernard, Ishii, Tanaka y Yano participaron en la New Japan Cup 2010, pero el grupo no pudo ganar el torneo, con Bernard, Anderson e Ishii perdiendo en la primera ronda, mientras que Yano perdió en la segunda ronda y Tanaka perdió en las semifinales ante el ganador del torneo Hirooki Goto. El 4 de abril, Yano e Iizuka se volvieron contra Anderson y lo expulsaron del stable con la ayuda de Tetsuya Naito y Yujiro Takahashi, quienes cambiaron a heel y se unieron al stable en el proceso. Giant Bernard, quien no estuvo presente en el show, terminó dejando a Chaos junto a su compañero de equipo. Más tarde esa noche, Nakamura hizo su sexta defensa de título exitosa contra el ganador de la New Japan Cup y excompañero de equipo Hirooki Goto y luego aceptó el desafío de Togi Makabe por el título. El 3 de mayo en Wrestling Dontaku, Yano derrotó a Tanahashi en un combate mientras que Naito y Takahashi perdieron el Campeonato en Parejas de la IWGP ante Seigigun (Wataru Inoue y Yuji Nagata) en un combate que también involucró Bad Intentions (Giant Bernard y Karl Anderson) y Nakamura perdió el Campeonato Peso Pesado de la IWGP ante Togi Makabe en el evento principal. Tras la derrota, Nakamura fue dejado de lado por una lesión en el hombro hasta que regresó el 19 de junio en Dominion 6.19, derrotando a Daniel Puder y siendo observado por Simon Inoki y Atsushi Sawada de Inoki Genome Federation, quienes aparecieron en el show. También en el evento, Yano perdió ante Tanahashi, pero Yano y su aliado del Chaos Takashi Iizuka atacaron a Tanahashi después del combate y fueron a cortar su cabello antes de ser detenido por Tajiri, quien ayudó a Tanahashi a afeitar el cabello de Yano para terminar su feudo. El 19 de julio, Yano derrotó a Tajiri por rendición en un combate individual.
El 19 de julio, Nakamura recibió una revancha por el Campeonato Peso Pesado de la IWGP, pero una vez más fue derrotado por Makabe. Del 6 de agosto al 15 de agosto, Yano, Naito, Takahashi y Nakamura participaron en el G1 Climax 2010, donde Yano y Naito participaron en el bloque A con Yano terminando con 8 puntos y Naito terminó con 7 puntos cuando la lucha de Naito con Hiroshi Tanahashi terminó en un sorteo de límite de tiempo de 30 minutos. En el bloque B, Takahashi finalizó el torneo con 4 puntos con solo dos victorias y Nakamura ganó cuatro de sus siete luchas de la etapa de robin, incluyendo uno sobre el eventual ganador Satoshi Kojima y lideraba su bloqueo al último día, donde luchó en Pro Wrestling Noah a Shiozaki a un límite de tiempo de 30 minutos y así perderse la final del torneo por un solo punto. El empate con Shiozaki dio lugar a un combate sin límite de tiempo en un espectáculo de Pro Wrestling Noah el 22 de agosto, donde Nakamura fue derrotado. A pesar de perder ante Hirooki Goto en un combate número uno el 11 de octubre, Nakamura fue seleccionado por el nuevo Campeonato Peso Pesado de la IWGP y Satoshi Kojima como su primer retador. El combate por el título tuvo lugar el 11 de diciembre y terminó con Kojima conservando el título. El 13 de noviembre, Jado y Gedo derrotaron a sus compañeros de equipo del Chaos Davey Richards y Rocky Romero en la final de un torneo de cinco días para ganar la Super J Tag League 2010. Como resultado de su victoria, Gedo y Jado recibieron una oportunidad por el Campeonato Peso Pesado Junior en Parejas de la IWGP, que tuvo lugar en un evento Dramatic Dream Team el 26 de diciembre, donde fueron derrotados por los campeones defensores Golden☆Lovers (Kenny Omega y Kota Ibushi).
El 4 de enero de 2011 en el Wrestle Kingdom V, Naito desafió sin éxito a Jeff Hardy para el Campeonato Mundial Peso Pesado de TNA, pero Nakamura vengó su derrota ante Go Shiozaki al derrotarlo en un combate más tarde esa noche. El 3 de mayo, Davey Richards y Rocky Romero desafiaron sin éxito a Prince Devitt y Ryusuke Taguchi, conocidos colectivamente como Apollo 55, por el Campeonato Peso Pesado Junior en Parejas de la IWGP. Más tarde esa noche, Nakamura falló en su intento de recuperar el Campeonato de Peso Pesado de la IWGP de Hiroshi Tanahashi. Del 6 de mayo al 15 de mayo, Naito, Yano y Takahashi participaron en el torneo para coronar el primer Campeón Intercontinental de la IWGP, pero Naito fue eliminado en las semifinales por el ganador del torneo MVP, mientras que Takahashi también fue eliminado en las semifinales por Yano y Yano fue eliminado en la final a MVP. Del 22 de octubre al 6 de noviembre, Tanaka y Takahashi, Saito e Iiuka, Nakamura y Yano (que nombraron a su equipo "Chaos Top Team") e Ishii con Don Fujii participaron en la G1 Tag League 2011, en la que Saito e Iizuka terminaron con 0 puntos por perder todos los combates de bloque, Ishii y Fujii terminaron con cuatro puntos al ganar dos luchas, Tanaka y Takahashi que estaban en el bloque A terminaron con 6 puntos al ganar tres luchas y Yano y Nakamura terminaron con 10 puntos al ganar los cinco de su grupo luchas de la etapa, avanzar a las semifinales del torneo. El 6 de noviembre, Nakamura y Yano fueron eliminados del torneo en las semifinales por Lance Archer y Minoru Suzuki. El 12 de noviembre en Power Struggle, Richards y Romero derrotaron a Kushida y Tiger Mask para retener a los Campeones Peso Pesado Junior en Parejas de la IWGP. Más tarde esa noche, Tanaka hizo su primera defensa del título con éxito contra Hirooki Goto. En el evento principal, Yano no pudo capturar el Campeonato Peso Pesado de la IWGP de Tanahashi. Como resultado de inmovilizar a Prince Devitt durante el combate por el Campeonato Peso Pesado Junior en Parejas de la IWGP, Richards recibió otra oportunidad por el Campeonato Peso Pesado Junior de la IWGP el 4 de diciembre, pero falló en su intento de convertirse en un doble campeón. También el 4 de diciembre, Tanaka derrotó al JMV en una revancha para retener el Campeón Intercontinental de la IWGP con la ayuda de Yujiro Takahashi. Esa misma noche, el comportamiento errático de Saito y los malos resultados del combate finalmente llevaron al resto de Chaos a expulsarlo del stable. El 28 de diciembre, Yoshi-Hashi se unió al stable.

#### Llegada de Okada y estrellato
El 4 de enero de 2012 en Wrestle Kingdom VI, Richards y Romero perdieron el Campeonato Peso Pesado Junior en Parejas de la IWGP de vuelta a Devitt y Taguchi, mientras que el nuevo miembro Yoshi-Hashi fue derrotado en cinco minutos por Kazuchika Okada en un combate individual. Más tarde esa noche, Chaos Top Team fue derrotado por los representantes de Pro Wrestling Noah Go Shiozaki y Naomichi Marufuji. En la conferencia de prensa del día siguiente donde se hizo oficial su próximo combate por el título, Kazuchika Okada, que había lanzado un desafío a Hiroshi Tanahashi para el Campeonato Peso Pesado de la IWGP al final de Wrestle Kingdom, reveló que también se había unido al Chaos, alistando un nuevo stablemate Gedo como su gerente y portavoz. El 12 de febrero en The New Beginning, No Remorse Corps derrotó a Apollo 55 para recuperar el Campeonato Peso Pesado Junior en Parejas de la IWGP. Más tarde esa noche, Tanaka perdió la derrota del Campeonato Intercontinental de la IWGP a Hirooki Goto en su cuarta defensa. En el evento principal, Okada derrotó a Tanahashi para ganar el Campeonato Peso Pesado de la IWGP por primera vez. Okada hizo su primera defensa del título el 4 de marzo, derrotando a Tetsuya Naito en el evento principal del evento del 40.º aniversario de NJPW. También en ese evento, Yano e Iizuka derrotaron a los Campeones en Parejas de la IWGP Hiroyoshi Tenzan y Satoshi Kojima en un combate no titular, con Yano derrotando a Kojima por la victoria. Como resultado, y debido a que Richards inmovilizó a Devitt, recibió su tercera oportunidad en el Campeonato Peso Pesado Junior en Parejas de la IWGP el 10 de marzo, pero una vez más fue derrotado por Devitt. El 18 de marzo, Yano e Iizuka atacaron a Tenzan y Kojima después de que defendieron con éxito su título contra Lance Archer y Yoshihiro Takayama y se robaron sus cinturones de campeonato. El 21 de abril, Low Ki regresó a NJPW, alineándose con Chaos y formando equipo con Gedo, Jado y Rocky Romero en un combate por equipos de ocho hombres, donde derrotaron a Jushin Thunder Liger, Prince Devitt, Ryusuke Taguchi y Tiger Mask, con Ki inmovilizó al Campeón de Peso Pesado Junior de la IWGP, Devitt, por la victoria. Del 1 de abril al 8 de abril, Hashi, Takahashi, Nakamura y Yano participaron en la New Japan Cup 2012 en la que Hashi, Takahashi y Yano fueron eliminados en la primera ronda, mientras que Nakamura fue eliminado en la segunda ronda por Karl Anderson. El 2 de mayo, Richards y Romero fueron despojados del Campeonato Peso Pesado Junior en Parejas de la IWGP después de que un accidente automovilístico forzó a Richards a perder su vuelo a Japón y al día siguiente en el evento Wrestling Dontaku, donde los dos debían defender el título contra Jushin Thunder Liger y Tiger Mask. El 3 de mayo en Wrestling Dontaku 2012, Low Ki derrotó al Príncipe Devitt para ganar el IWGP Junior Heavyweight Championship mientras Iizuka y Yano derrotaron a Hiroyoshi Tenzan y Satoshi Kojima para ganar el Campeonato Peso Pesado Junior en Parejas de la IWGP, comenzando el segundo reinado de Yano con el título. En el evento principal, Okada derrotó al ganador de la New Japan Cup 2012 y reinante Campeón Intercontinental de la IWGP Hirooki Goto para hacer su segunda defensa del título con éxito. Del 27 de mayo al 10 de junio, Gedo, Jado y Low Ki participaron en el torneo Best of the Super Juniors 2012 en el cual Gedo terminó con 4 puntos, Jado con 4 puntos y Low Ki con 16 puntos, ganando todos sus combates de bloque y avanzando a las semifinales, donde Low Ki derrotó al Prince Devitt para avanzar a la final en la que perdió ante Ryusuke Taguchi. También en el último día del Best of the Super Juniors, Alex Koslov se unió al stable y formó Forever Hooligans con su exluchador de la AAA Rocky Romero. El 16 de junio en Dominion 6.16, Brian Kendrick se unió al stable al juntarse con Gedo y Jado en un combate por equipos de seis hombres, donde derrotaron a Jushin Thunder Liger, Kushida y Tiger Mask cuando Kendrick inmovilizó a Kushida con el Sliced Bread #2. Low Ki derrotó a Taguchi en una revancha para retener el Campeonato Peso Pesado Junior de la IWGP mientras que la primera defensa del título de Yano e Iizuka, una revancha contra Tenzan y Kojima, terminó en un no contest y fueron eliminados del Campeonato en Parejas de la IWGP cuatro días después. En el evento principal, Okada perdió el Campeonato Peso Pesado de la IWGP de regreso a Tanahashi, terminando su reinado en 125 días. Tres días después, Kendrick, Gedo y Jado fueron eliminados del Torneo J Sports Crown Openweight 6 Man Tag en la primera ronda por el equipo del Campeón de Peso Pesado de la IWGP Hiroshi Tanahashi, Kushida y Máscara Dorada. El 22 de julio, Tenzan y Kojima derrotaron a Yano e Iizuka en una decisión por el título vacante. Koslov y Romero derrotaron a Jushin Thunder Liger y Tiger Mask para ganar el Campeonato Peso Pesado Junior en Parejas de la IWGP. También en ese evento, Nakamura derrotó a Hirooki Goto para ganar el Campeonato Intercontinental de la IWGP por primera vez. El 29 de julio, Low Ki perdió el título ante Kota Ibushi en su segunda defensa.
Desde el 1 de agosto hasta el 12 de agosto, Okada, Nakamura, Yano y Takahashi participaron en el G1 Climax 2012 en el que Yano y Takahashi finalizaron con 6 puntos, Nakamura con 8 puntos y Okada con 10 puntos, avanzando a la final. Durante el torneo, Okada luchó en la misma cuadra que el líder del Chaos, Shinsuke Nakamura, y el 5 de agosto fue derrotado por Nakamura, quien de hecho solidificó su lugar como el líder del grupo en el proceso. En la final del 12 de agosto, Okada derrotó a Karl Anderson para ganar el G1 Climax 2012. Al batir el récord de Masahiro Chono para el ganador más joven de G1 Climax en la historia, Okada anunció que quería su oportunidad en el Campeonato Peso Pesado de la IWGP el 4 de enero en una lucha en Wrestle Kingdom 7. Okada firmó un contrato por la lucha de Tokyo Dome el 6 de septiembre, convirtiéndose en el contendiente número uno oficial al Campeonato Peso Pesado de la IWGP en el evento más grande de NJPW del año. Sin embargo, antes del 4 de enero tendría que defender su contrato como si fuera un campeonato. El 8 de octubre en King of Pro-Wrestling, Forever Hooligans hizo su segunda defensa exitosa al derrotar a Time Splitters (Alex Shelley y Kushida). Más tarde esa noche, Low Ki recuperó el título Campeonato Peso Pesado Junior de la IWGP de Kota Ibushi. También en esa noche, Okada hizo su primera defensa exitosa del contrato contra Karl Anderson. Más tarde esa noche, Nakamura defendió con éxito el Campeonato Intercontinental de la IWGP en una revancha contra Hirooki Goto.  El 21 de octubre, Jado y Gedo, Koslov y Romero y Kendrick y Low Ki participaron en el Torneo Super Jr. Tag 2012, durante el cual Jado y Gedo y Kendrick y Low Ki fueron eliminados en la primera ronda, mientras que Koslov y Romero fueron eliminados en las semifinales por Prince Devitt y Ryusuke Taguchi. El 12 de noviembre en Power Struggle, Forever Hooligans perdió el Campeonato Peso Pesado Junior en Parejas de la IWGP ante los ganadores del Super Jr. Tag Tournament, Time Splitters, terminando su reinado a los 112 días. Más tarde esa noche, Low Ki perdió el Campeonato Peso Pesado Junior de la IWGP ante Prince Devitt en su primera defensa del título. Okada hizo otra defensa exitosa del contrato contra Hirooki Goto, mientras que Nakamura hizo su tercera defensa exitosa del Campeonato Intercontinental de la IWGP contra Karl Anderson. Takahashi recibió su primer golpe en el Campeonato de Peso Pesado de la IWGP, pero fue derrotado por Hiroshi Tanahashi. Con su victoria sobre Goto, el combate por el título Tokyo Dome entre Tanahashi y Okada se hizo oficial. Del 15 de noviembre al 19 de noviembre, Takahashi, Tanaka. Hashi e Ishii participaron en un torneo para coronar el primer Campeón de Peso Abierto NEVER, pero Takahashi fue eliminado en la primera ronda, Hashi fue eliminado en la segunda ronda por Ishii e Ishii fue eliminado por Tanaka en las semifinales, mientras que Tanaka derrotó a Karl Anderson en la final para convertirse en el Campeón de Peso Abierto NEVER. Del 20 de noviembre al 2 de diciembre, Okada y Hashi, Nakamura e Ishii, Iizuka y Yano y Takahashi y Tanaka participaron en la World Tag League 2012, durante el cual Okada y Hashi, Nakamura e Ishii, Iizuka y Yano y Takahashi y Tanaka terminaron el torneo con seis puntos, tres victorias y tres derrotas.

#### Feudo con Suzuki-gun
El 4 de enero de 2013 en Wrestle Kingdom 7, Sapp, Yano, Iizuka y Takahshi perdieron ante Akebono, Manabu Nakanishi, MVP y Strong Man. Más tarde esa noche, Tanaka hizo su primera defensa exitosa del título del Campeonato de Peso Abierto NEVER al derrotar a Shelton Benjamin. Low Ki desafió sin éxito a Devitt por el título en un Triple Threat Match que también incluyó a Kota Ibushi y Nakamura derrotó a Kazushi Sakuraba por su cuarta defensa exitosa del Campeonato Intercontinental de la IWGP. En el evento principal, Okada falló en su desafío de título contra Hiroshi Tanahashi. También en ese evento, New Japan eliminó el perfil de Low Ki de su sitio web oficial, señalando el final de su carrera con la promoción. El 15 de enero, Okada desestimó públicamente los rumores de que iba a firmar con WWE y en cambio anunció que acababa de firmar una extensión de contrato con NJPW. Del 18 al 19 de enero, Nakamura participó en el fin de semana FantasticaMania (co-promovido por New Japan y el Consejo Mundial de Lucha Libre) y en el evento principal de la segunda noche realizó su quinta defensa exitosa del Campeonato Intercontinental de la IWGP contra La Sombra. El 9 de febrero, Yano e Iizuka hicieron una aparición para Pro Wrestling Noah, luchando contra Maybach Taniguchi y Maybach Taniguchi Jr. a una doble descalificación. Más tarde, Yano e Iizuka atacaron al líder de No Mercy, Kenta después del evento principal, lo que llevó a Maybach Taniguchi a salir aparentemente para salvar a su compañero, pero terminó golpeando a Kenta con una silla y Yano luego agarró a Naomichi Marufuji y Takashi Sugiura. Al día siguiente, Yano e Iizuka fueron nombrados los contendientes número uno al Campeonato en Parejas de GHC. También en febrero, Okada condujo a Chaos a una guerra con otro stable heel de NJPW, Suzuki-gun, que se desarrolló en un combate el 10 de febrero en The New Beginning, donde Okada, posicionado como el favorito de los fanáticos cambiándose a face, fue derrotado por el líder del stable Minoru Suzuki después de la interferencia de Taichi. También en ese evento, la segunda defensa exitosa del título de Tanaka del Campeonato de Peso Abierto NEVER se llevó a cabo cuando derrotó al stable del Chaos Tomohiro Ishii y Koslov y Romero desafiaron sin éxito a los Time Splitters para el Campeonato Peso Pesado Junior en Parejas de la IWGP. El 3 de marzo en el evento del 41° aniversario de New Japan, Nakamura derrotó a Lance Archer de Suzuki-gun por su sexta defensa exitosa del título. El 10 de marzo, Yano e Iizuka derrotaron a Naomichi Marufuji y Takashi Sugiura para convertirse en los nuevos Campeones en Parejas de GHC.
Del 11 de marzo al 23 de marzo, Okada, Yano, Nakamura, Ishii y Takahashi participaron en la Nueva Copa Japón 2013 , durante la cual Ishii y Nakamura fueron eliminados en la primera ronda y Takahashi fue eliminado en la segunda ronda, mientras que Yano fue eliminado en el Las semifinales de Okada y Okada derrotaron a Hirooki Goto para ganar la New Japan Cup 2013. El 5 de abril, Nakamura y Tomohiro Ishii desafiaron sin éxito a K.E.S. (Davey Boy Smith Jr. y Lance Archer) para el Campeonato en Parejas de la IWGP. Dos días después en Invasion Attack, Nakamura defendió con éxito el Campeonato Intercontinental de la IWGP contra Smith, vengando la derrota previa de la primera ronda de la New Japan Cup. En el evento principal, Okada derrotó a Tanahashi para ganar el Campeonato Peso Pesado de la IWGP por segunda vez. En Pro Wrestling Noah del 13 de abril al 28 de abril, Iizuka y Yano y Takahashi y Maybach Taniguchi participaron en la Global Tag League 2013, en la que Yano e Iizuka y Takahashi y Taniguchi terminaron la torneo con 4 puntos (dos victorias y dos derrotas). El 3 de mayo en Wrestling Dontaku, Koslov y Romero recuperaron el Campeonato Peso Pesado Junior en Parejas de la IWGP de Time Splitters. Más tarde esa noche, Iizuka y Yano desafiaron sin éxito a K.E.S. en un combate de equipo de cuatro esquinas para el Campeonato en Parejas de la IWGP que también involucraba a la Orquesta Muscular (Manabu Nakanishi y Strong Man), ya que los ganadores terminaron siendo Tencozy (Hiroyoshi Tenzan y Satoshi Kojima) mientras que Tanaka hizo su tercera defensa de título exitosa contra Tomoaki Honma y Nakamura derrotó al miembro más nuevo de Suzuki-gun Shelton Benjamin para su octava defensa exitosa del Campeonato Intercontinental de la IWGP. En el evento principal, Okada hizo su primera defensa de título exitosa contra Minoru Suzuki. A finales de mayo, Forever Hooligans participó en el Best of the Super Juniors 2013 en bloques separados y al final del torneo terminaron con 8 puntos. El 31 de mayo, Nakamura perdió el Campeonato Intercontinental de la IWGP ante La Sombra en un evento de CMLL, terminando su reinado en 313 días y ocho defensas de título exitosas. El 2 de junio en Pro Wrestling Noah, Yano recibió una oportunidad para el Campeonato de Peso pesado de GHC, pero terminó perdiendo ante el campeón defensor Kenta. El 22 de junio en Dominion 6.22, Koslov y Romero hicieron su primera defensa exitosa del Campeonato Peso Pesado Junior en Parejas de la IWGP en una revancha contra Time Splitters. Más tarde esa noche, un combate especial a Triple Threat Match tuvo lugar para el Campeonato en Parejas de la IWGP celebrado por Tencozy, que también incluyó a Yano e Iizuka y KES (ambos GHC Tag Team y NWA World Tag Team Champions) y que ganó Tencozy, solo Yano una vez más se robó sus cinturones de campeonato. En el evento principal, Okada hizo su segunda defensa exitosa del Campeonato Peso Pesado de la IWGP contra Togi Makabe. El 20 de julio, Tanaka hizo su cuarta defensa exitosa del título contra Tetsuya Naito. Más tarde esa noche, Nakamura recuperó el Campeonato Intercontinental de la IWGP de La Sombra, convirtiéndose en el primer poseedor dos veces del título. También esa noche, Tencozy derrotó a Yano e Iizuka en otro combate por el Campeonato en Parejas de la IWGP.
Desde el 1 de agosto hasta el 11 de agosto, Okada, Ishii, Nakamura y Yano participaron en el G1 Climax 2013, durante el cual Ishii terminó con 6 puntos, Yano con 8 puntos, Okada con 9 puntos y Nakamura con 10 puntos. El 29 de septiembre en Destruction, Tanaka perdió el Campeonato de Peso Abierto NEVER en una revancha con Naito, terminando su reinado en 314 días. Más tarde esa noche, Nakamura derrotó a Shelton Benjamin para hacer la primera defensa exitosa de su segundo reinado como el Campeonato Intercontinental de la IWGP. En el evento principal, Okada vengó la derrota de G1 Climax al derrotar a Satoshi Kojima por su cuarta defensa exitosa del Campeonato Peso Pesado de la IWGP. El 14 de octubre en King of Pro-Wrestling, Koslov y Romero perdieron el título ante Taichi y Taka Michinoku en una revancha. Más tarde esa noche, Takahashi desafió sin éxito al exsocio Tetsuya Naito para el Campeonato de Peso Abierto NEVER y el contendiente número uno al Campeonato Peso Pesado de la IWGP mientras Nakamura derrotó al representante de Pro Wrestling Noah Naomichi Marufuji para hacer su segunda defensa exitosa del título de la Campeonato Intercontinental de la IWGP. En el evento principal, Okada hizo su quinta defensa de título exitosa contra Hiroshi Tanahashi en lo que Tanahashi afirmó sería su último desafío para el título. Con la victoria, NJPW afirmó que Okada había tomado el lugar de Tanahashi como el "as" de la promoción. Del 25 de octubre al 6 de noviembre, Gedo y Jado y Forever Hoolingans (Brian Kendrick y nuevo miembro de Chaos Beretta) participaron en el Torneo Super Jr. Tag 2013, durante el cual Forever Hoolingans fue eliminado en la primera ronda por The Young Bucks (Matt y Nick Jackson) mientras Gedo y Jado fueron eliminados en las semifinales por The Young Bucks y Forever Hooligans también fueron eliminados en la final por The Young Bucks. El 9 de noviembre en Power Struggle, Nakamura hizo su tercera defensa exitosa del título contra Minoru Suzuki (si Nakamura hubiera perdido el título, hubiera tenido que unirse a Suzuki-gun) y nominó a Hiroshi Tanahashi como su próximo rival, estableciendo el primer combate por el título entre los dos rivales de hace mucho tiempo. dos años. Más tarde en el evento principal, Okada derrotó a Karl Anderson en una revancha de la final G1 Climax 2012 para su sexta defensa del título con éxito. Del 23 de noviembre al 8 de diciembre, Nakamura e Ishii, Okada y Hashi, Tanaka y Takahashi e Iizuka y Yano participaron en la World Tag League 2013, durante el cual Nakamura e Ishii y Tanaka y Takahashi terminaron con 6 puntos y Okada y Hashi e Iizuka y Yano terminaron con 4 puntos. Tras una decepcionante reacción de los fanáticos ante un enfrentamiento entre Okada y Naito, NJPW anunció que los fanáticos votarían si ellos o Shinsuke Nakamura e Hiroshi Tanahashi para el Campeonato Intercontinental de la IWGP serían el verdadero evento principal del show de Tokyo Dome. Cuando se publicaron los resultados el 9 de diciembre, Okada y Naito obtuvieron solo la mitad de los votos que Nakamura y Tanahashi obtuvieron y, como resultado, perdieron su lugar en el evento principal para el programa más grande de NJPW del año. Ese mismo día, Okada se convirtió en el primer luchador en 25 años en ganar premios MVP consecutivos de Tokyo Sports.

#### Traición de Takahashi

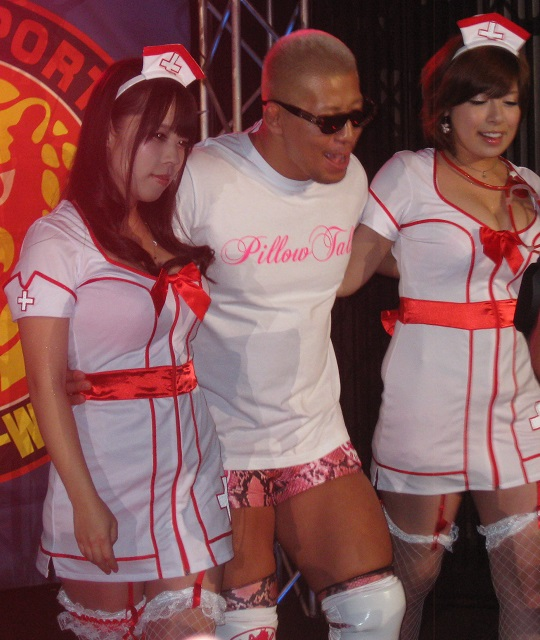
Yujiro Takahashi quien traicionó a Chaos para convertirse en el primer miembro japonés del Bullet Club en mayo de 2014

El 4 de enero de 2014 en Wrestle Kingdom 8, Okada derrotó a Naito para su séptima defensa exitosa del título. Más tarde en el evento principal, Nakamura perdió el Campeonato Intercontinental de la IWGP ante Hiroshi Tanahashi. El 9 de febrero en The New Beginning in Hiroshima, Nakamura fracasó en su intento de recuperar el Campeonato Intercontinental de la IWGP. Dos días más tarde, en The New Beginning en Osaka, Ishii derrotó a Tetsuya Naito para ganar el tercer NEVER Openweight Championship, ganando su primer título en NJPW. Más tarde en el evento principal, Okada derrotó a Hirooki Goto para hacer su octava defensa del título con éxito. Del 15 de marzo al 23 de marzo, Nakamura, Ishii y Takahashi participaron en la New Japan Cup 2014 , durante la cual Ishii y Takahashi terminaron eliminados en la primera ronda, mientras que Nakamura derrotó a Bad Luck Fale en la final. el 23 de marzo y luego desafió a Tanahashi a otra revancha para el Campeonato Intercontinental de la IWGP. El 6 de abril en Invasion Attack, Ishii derrotó a Tetsuya Naito para hacer su primera defensa exitosa del título. Más tarde en el evento principal, Nakamura derrotó a Tanahashi para ganar el Campeonato Intercontinental de la IWGP por tercera vez. También esa noche, Okada se encontró a sí mismo como un nuevo retador en el miembro más nuevo de Bullet Club, el debutante AJ Styles, quien afirmó que Okada seguía siendo el mismo "chico joven" (novato) que había conocido en TNA. La segunda defensa exitosa de Ishii del NEVER Openweight Championship tuvo lugar solo seis días después durante el viaje de NJPW a Taiwán, cuando derrotó a Kushida. El 3 de mayo en Wrestling Dontaku, Ishii hizo su tercera defensa exitosa del título contra Tomoaki Honma y luego fue desafiado por el Campeonato Peso Pesado Junior de la IWGP, Kota Ibushi, con quien había tenido esporádicos encuentros acalorados desde el G1 Climax del año pasado. En el evento principal, el reinado de Okada de trece meses como Campeonato Peso Pesado de la IWGP llegó a su fin, cuando perdió el título ante AJ Styles en su novena defensa después de que Yujiro Takahashi se enfrentara a él y Chaos y se uniera al Bullet Club. En mayo, Okada participó en la gira por Norteamérica de NJPW, durante la cual recibió una revancha por el Campeonato Peso Pesado de la IWGP. El 17 de mayo en War of the Worlds en la ciudad de Nueva York, Okada desafió sin éxito a Styles por el título en un combate de Triple Threat Match que también incluyó a Michael Elgin, a quien Styles impuso para ganar. 
El 25 de mayo en el Back to the Yokohama Arena, Ishii hizo su cuarta defensa de título exitosa contra Kota Ibushi, pero Ishii fue arrastrado a la rivalidad entre Chaos y Bullet Club, cuando fue atacado después del combate por el excompañero del stable Yujiro Takahashi, quien nombró él mismo como su próximo rival, donde cambio a heel.

#### Varios logros
Del 21 de julio al 10 de agosto, Okada, Nakamura, Ishii y Yano participaron en el G1 Climax 2014 , durante el cual Ishii terminó quinto en su bloque con un récord de cinco victorias y cinco derrotas, trabajando sus dos finales de la lucha con un hombro separado, mientras que Yano terminó con un marcador de cuatro victorias y seis derrotas (que incluyeron una victoria sobre Suzuki) y Okada y Nakamura ganaron su bloqueo ambos con 16 puntos, con ambos avanzando a la final ganada por Okada. El 21 de septiembre en Destruction in Kobe, Yoshi-Hashi y Okada desafiaron sin éxito al Doc Gallows y Karl Anderson por el Campeonato en Parejas de la IWGP. En el evento principal, Nakamura recuperó el Campeonato Intercontinental de la IWGP de Bad Luck Fale. Dos días más tarde, en la Destruction in Okayama, Yoshi-Hashi tampoco logró capturar el Campeonato de Peso Abierto NEVER de Yujiro Takahashi. En el evento principal, Okada defendió con éxito su contrato de contendiente número uno por el Campeonato Peso Pesado de la IWGP contra Karl Anderson. El 13 de octubre en King of Pro-Wrestling, Ishii recuperó el Campeonato de Peso Abierto NEVER de Takahashi, convirtiéndose en el primer titular en dos ocasiones del título. Más tarde esa noche, Okada hizo otra defensa exitosa de su contrato contra Tetsuya Naito. El 8 de noviembre en Power Struggle, Ishii hizo su primera defensa exitosa del título del Campeón de Peso Abierto NEVER de Yujiro Takahashi contra Hirooki Goto. Más tarde en el evento principal, Nakamura hizo su primera defensa de título exitosa del Campeón Intercontinental de la IWGP contra Katsuyori Shibata. Del 22 de noviembre al 7 de diciembre, Chaos participó en la World Tag League, con tres equipos para participar en el torneo, con Okada y Hashi en el bloque A y Nakamura e Ishii y Sakuraba y Yano en el bloque B. En el bloque A, Okada y Hashi terminaron su bloque con un récord de cuatro victorias y tres derrotas, sin poder avanzar a la final. En el bloque B, el equipo de Nakamura e Ishii terminó segundo en su bloque con un récord de cuatro victorias y tres derrotas, por poco se perdió la final del torneo debido a perder contra Hirooki Goto y Katsuyori Shibata en el último día, mientras que el equipo de Sakuraba y Yano terminó en el medio de su bloque con un récord de tres victorias, un empate y tres derrotas.
El 4 de enero de 2015 en Wrestle Kingdom 9, Tomohiro Ishii perdió el Campeonato de Peso Abierto NEVER ante Togi Makabe en su segunda defensa, Nakamura derrotó a Kota Ibushi en su segunda defensa exitosa del Campeonato Intercontinental de la IWGP y Okada perdió contra Hiroshi Tanahashi en el evento principal de Wrestle Kingdom, sin poder capturar el Campeonato Peso Pesado de la IWGP. El 14 de febrero en The New Beginning in Sendai, Ishii derrotó a Tomoaki Honma, un reemplazo tardío de un Togi Makabe enfermo, para ganar el ahora vacante Campeonato de Peso Abierto NEVER por tercera vez y Nakamura derrotó a Yuji Nagata, haciendo su tercera defensa exitosa del título. En enero de 2015, Forever Hooligans se separó cuando Koslov anunció que estaba tomando un descanso indefinido de la lucha libre profesional, dejando el stable. El 1 de marzo, Romero reveló que él y Trent Baretta estaban formando un nuevo equipo llamado Roppongi Vice. Hasta el 5 y el 15 de marzo, Toru Yano, Kazuchika Okada y Yoshi-Hashi participaron en la New Japan Cup 2015. Toru Yano derrotó a Hiroshi Tanahashi en la primera ronda, pero perdió en la segunda ronda ante el eventual ganador Kota Ibushi, mientras que Okada y Yoshi-Hashi también perdieron en la primera ronda, con Okada siendo derrotado por Bad Luck Fale y Yoshi-Hashi siendo derrotado por Yujiro Takahashi. En Invasion Attack el 5 de abril, Roppongi Vice derrotó a The Young Bucks por el Campeonato Peso Pesado Junior en Parejas de la IWGP. En Wrestling Dontaku el 3 de mayo, Roppongi Vice perdió el Campeonato Peso Pesado Junior en Parejas de la IWGP ante The Young Bucks en un encuentro en el que también participaron ReDRagon (Bobby Fish y Kyle O'Reilly), mientras que Shinsuke Nakamura perdió el Campeonato Intercontinental de la IWGP ante Hirooki Goto en el evento principal. El 5 de julio en Dominion 7.5 en Osaka-jo Hall, Roppongi Vice no logró recuperar el Campeonato Peso Pesado Junior en Parejas de la IWGP en un Triple Threat match que también incluyó a reDRagon, mientras que Nakamura tampoco recuperó el Campeonato Intercontinental de la IWGP de Hirooki Goto y Okada venció a AJ Styles para ganar el Campeonato Peso Pesado de la IWGP en el evento principal, haciendo su tercer reinado.
Desde el 20 de julio hasta el 16 de agosto, Chaos participó en el G1 Climax 2015 con Toru Yano en el bloque A y Shinsuke Nakamura, Kazuchika Okada y Tomohiro Ishii en el bloque B. Yano terminó en el medio de su bloque con un récord de cuatro victorias y cinco derrotas, Okada terminó en el segundo de su bloque con un récord de siete victorias y dos derrotas, perdiendo ante su compañero de equipo Shinsuke Nakamura que le costó un puesto en la final. A pesar de perder un combate debido a una lesión en el codo, Nakamura ganó su bloqueo y avanzó a la final al derrotar al actual Campeón de Peso Pesado de la IWGP y al stable del Chaos Kazuchika Okada en su último combate de round-robin, dándole un récord de siete victorias y dos derrotas. El 16 de agosto, Nakamura fue derrotado en la final del torneo por Hiroshi Tanahashi. e Ishii terminó en el medio de su bloque con un récord de cinco victorias y cuatro derrotas. También el 16 de agosto, Okada tuvo un enfrentamiento con Genichiro Tenryu , quien lo eligió para ser su oponente en su lucha de retiro. El 27 de septiembre en Destruction in Kobe, inmediatamente después de que reDRagon defendiera sus títulos, Roppongi los atacaría ferozmente para lograr un combate de campeonato, y Nakamura derrotó a Hirooki Goto para ganar el Campeonato Intercontinental de la IWGP por quinta vez. El 12 de octubre en King of Pro-Wrestling, Roppongi Vice no volvió a capturar el Campeonato Peso Pesado Junior en Parejas de la IWGP, perdiendo contra ReDRagon (Bobby Fish y Kyle O'Reilly), Ishii derrotó a Makabe para ganar el Campeonato de Peso Abierto NEVER por cuarta vez y Okada derrotó a AJ Styles, haciendo su primera defensa del título. Durante el torneo Super Jr. Tag 2015, Vice logró grandes triunfos sobre jugadores como Jushin Thunder Liger y Tiger Mask, así como los campeones reinantes; reDRagon. El 7 de noviembre en Power Struggle, Roppongi Vice, fueron derrotados en las finales del torneo por Matt Sydal y Ricochet, pero junto con The Young Bucks, todavía desafiados por el título después del combate, Ishii derrotó a Tomoaki Honma haciendo su primera defensa exitosa del título y Shinsuke Nakamura derrotaron a Karl Anderson haciendo su primera defensa exitosa del título y vengando una derrota anterior del G1 Climax 2015. El 15 de noviembre, Okada derrotó a Tenryu en su lucha de retiro. El 19 de diciembre, The Briscoes se unió al stable.

#### Salida de Nakamura
El 4 de enero en Wrestle Kingdom 10, Roppongi Vice fracasó por tercera vez en capturar el Campeonato Peso Pesado Junior en Parejas de la IWG, Toru Yano se asoció con el equipo Ring of Honor (ROH) de Jay Briscoe y Mark Briscoe para derrotar a Bullet Club (Bad Luck Fale, Tama Tonga y Yujiro Takahashi) para convertirse en los primeros Campeonato en Parejas de Peso Abierto 6-Man NEVER, mientras que Ishii fue derrotado por Katsuyori Shibata terminando su cuarto reinado del Campeonato de Peso Abierto NEVER, Nakamura hizo su segunda defensa exitosa al derrotar a AJ Styles y Okada derrotó al ganador del G1 Climax 2015 Hiroshi Tanahashi para retener el Campeonato Peso Pesado de la IWGP. Horas después del evento, se informó que Nakamura había avisado a NJPW en la mañana del 4 de enero, anunciando que dejaba la promoción para la WWE. Nakamura se mantuvo bajo el contrato de NJPW y se esperaba que terminara las fechas contratadas con la promoción antes de partir.
El 12 de enero, NJPW confirmó la próxima salida de Nakamura y anunció que también sería despojado del Campeonato Intercontinental de la IWGP. Nakamura entregó el título el 25 de enero, terminando oficialmente su quinto reinado. Nakamura luchó su última lucha bajo su contrato de NJPW el 30 de enero, donde él, Okada e Ishii derrotaron a Hirooki Goto, Hiroshi Tanahashi y Katsuyori Shibata.

### Liderazgo de Okada (2016-presente)

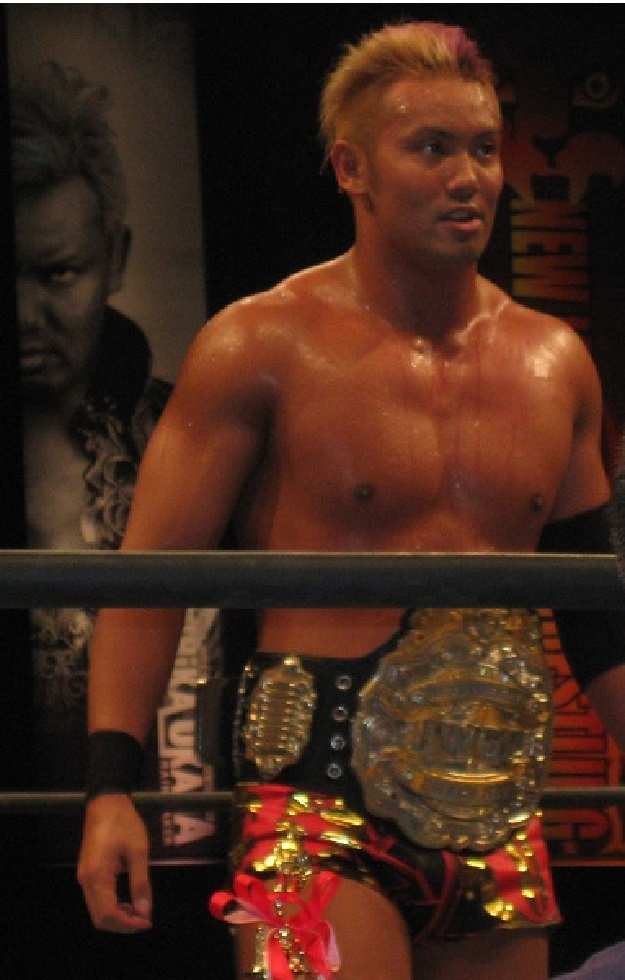
Kazuchika Okada, segundo y actual líder del Chaos.

Toru Yano y The Briscoes hicieron su primera defensa exitosa del título al día siguiente contra otro trío de Bullet Club (Bad Luck Fale, Matt Jackson y Nick Jackson). El 11 de febrero en The New Beginning in Osaka, The Briscoe Brothers (Jay Briscoe y Mark Briscoe) y Toru Yano perdieron el Campeonato en Parejas de Peso Abierto 6-Man NEVER ante el trío de Bullet Club (Bad Luck Fale, Tama Tonga y Yujiro Takahashi), Tomohiro Ishii no pudo capturar el Campeonato de Peso Abierto NEVER cuando fue derrotado por Katsuyori Shibata y Kazuchika Okada derrotaron a Hirooki Goto en el evento principal para hacer su tercera defensa exitosa del título e invitaron a Goto a unirse al stable, pero él se negó. El 19 de febrero en NJPW y Ring of Honor (ROH) coprodujeron Honor Rising: Japan 2016, Yano y los Briscoes perdieron el título frente a The Elite (Kenny Omega, Matt Jackson y Nick Jackson), e Ishii derrotó a Roderick Strong para el ROH World Television Championship en el evento principal.

#### Feudo con Los Ingobernables de Japón
A principios de 2016, Chaos entró en una rivalidad con la stable heel de Los Ingobernables de Japón. Del 3 al 12 de marzo, Toru Yano y Yoshi-Hashi participaron en la New Japan Cup 2016. Toru Yano derrotó a Yujiro Takahashi en la primera ronda. El 3 de marzo se anunció en el canal de YouTube de NJPW que Will Ospreay se unió a Chaos. Yano derrotó a Satoshi Kojima en la segunda ronda, pero perdió en las semifinales ante el ganador Tetsuya Naito, Naito también derrotó a Yoshi-Hashi en la primera ronda del torneo. También durante la New Japan Cup, Ishii enfrentó a dos miembros de L.I.J., primero derrotando a Evil en la ronda y luego perder ante el líder del stable Tetsuya Naito en los cuartos de final, después de lo cual fue atacado por Evil. El 12 de marzo, Hirooki Goto fue derrotado por Tetsuya Naito en la final de la New Japan Cup, Después de la lucha, Goto finalmente aceptó estrechar la mano de Okada, después de que lo salvó de un asalto posterior al combate por Naito y su stable de Los Ingobernables de Japón, y se unió a Chaos. El 20 de marzo, Ishii hizo su tercera defensa exitosa del Campeonato Mundial de Televisión ROH contra Evil. Durante esa pelea, Chaos siempre derrotaba a Los Ingobernables de Japón en sus enfrentamientos en Invasion Attack El 10 de abril en Invasion Attack, Hirooki Goto hizo su primer combate en Chaos junto a Tomohiro Ishii derrotó a Los Ingobernables de Japón (Bushi y Evil), Roppongi Vice (Beretta y Rocky Romero) derrotaron a Matt Sydal y Ricochet para ganar el Campeonato Peso Pesado Junior en Parejas de la IWGP por segunda vez, Ospreay no pudo capturar el Campeonato Peso Pesado Junior de la IWGP de Kushida. En el evento principal, Okada perdió el Campeonato Peso Pesado de la IWGP ante el ganador de la New Japan Cup, Tetsuya Naito, luego de la interferencia externa de Los Ingobernables de Japón de Naito, los compañeros de stable Bushi, Evil y Sanada, después del combate, Ishii se enfrentó al nuevo campeón, lo que llevó a que NJPW le concediera su primer golpe en el título superior de la promoción. El 29 de abril, Vice derrotó a Matt Sydal y Ricochet en su revancha. El 3 de mayo, en Wrestling Dontaku, Roppongi Vice perdió los títulos de vuelta a Matt Sydal y Ricochet, Okada se vengó de Sanada al derrotarlo y no pudo capturar el Campeonato Peso Pesado de la IWGP en el evento principal al perder ante Tetsuya Naito. Cinco días después, Ishii perdió el Campeonato Mundial de Televisión ROH ante Bobby Fish en el NJPW y ROH coproducido Global Wars.
Del 21 de abril al 4 de mayo, Yano participó en la Global Tag League 2016 de Pro Wrestling Noah, donde se asoció con Naomichi Marufuji. Los dos terminaron segundos en el bloque de round-robin, avanzando a la final, donde derrotaron a los Campeones en Parejas de GHC, Davey Boy Smith Jr. y Lance Archer, para ganar el torneo. Del 21 de mayo y el 7 de junio, Chaos participó en el Best of the Super Juniors 2016 (XXIII - vigésimo tercero) con Rocky Romero y Gedo en el bloque A y Will Ospreay y Beretta en el bloque B. En el bloque A Romero terminó con un récord de cuatro victorias y tres derrotas y Gedo terminó con un marcador de una victoria y seis derrotas, en el bloque B, Beretta terminó con un récord de cuatro victorias y tres derrotas, sin poder avanzar a la final del torneo y Ospreay terminó ganando su bloque en el torneo con un récord de cuatro victorias y tres derrotas, avanzando a la final. El 7 de junio, Ospreay derrotó a Ryusuke Taguchi en la final para ganar el Best of the Super Junior 2016, convirtiéndose en el ganador más joven en la historia del torneo, así como en el primer inglés y el quinto luchador gaijin en ganar el torneo. Jado y Gedo recibieron su oportunidad por el título el 12 de junio, pero fueron derrotados por Kotoge y Harada en un combate a Triple threat Match, también involucrando a Taichi y Taka Michinoku. El 19 de junio, Roppongi Vice no logró capturar el Campeonato Peso Pesado Junior en Parejas de la IWGP, un four-way match que incluyó a los ganadores Matt y Nick Jackson, Matt Sydal y Ricochet y ReDRagon (Bobby Fish y Kyle O'Reilly). Ospreay fue derrotado por Kushida y no pudo ganar el Campeonato Peso Pesado Junior de la IWGP, The Briscoes derrotó a Guerrillas of Destiny (Tama Tonga y Tanga Loa) para ganar el Campeonato en Parejas de la IWGP, Okada ganó el Campeonato Peso Pesado de la IWGP por cuarta vez, terminando su feudo con Los Ingobernables de Japón.

#### Dominio del campeonato
El 5 de julio, Yano y Marufuji derrotaron a Suzuki-gun (Minoru Suzuki y Takashi Iizuka) por su segunda defensa exitosa. El 16 de julio, Yano y Marufuji hicieron su tercera defensa exitosa del título contra The Aggression (Katsuhiko Nakajima y Masa Kitamiya). El 20 de julio, Chaos participó en la Supercopa J de 2016 con Will Ospreay representando al stable, derrotó a Titán en el primer día. Del 22 de julio al 13 de agosto, Chaos participó en el G1 Climax 2016 con Goto, Okada e Ishii en el bloque A y Yoshi-Hashi en el bloque B. Okada terminó segundo en su bloque con un récord de cinco victorias, un empate y tres perdidas. Un draw de límite de tiempo de 30 minutos contra Hiroshi Tanahashi en el último día eliminó a ambos hombres de avanzar a la final. Durante el G1 Climax, Okada fue derrotado por el representante de Pro Wrestling Noah, Naomichi Marufuji , comenzando una pelea entre NJPW y Pro Wrestling Noah, mientras que Ishii terminó con un récord de cuatro victorias y cinco derrotas. Una de las victorias de Ishii fue sobre el stable del Chaos y el Campeón Peso Pesado de la IWGP, Kazuchika Okada. Yoshi-Hashi terminó el último torneo en su bloque con un récord de tres victorias y seis derrotas. A pesar de esto, la victoria inicial de Yoshi-Hashi resultó en que Omega lo nominara como su primer retador para el Tokyo Dome por el Campeonato Peso Pesado de la IWGP después de ganar todo el torneo. Yano terminó empatado en tercer lugar en su bloque con un récord de cinco victorias y cuatro derrotas, sin poder avanzar a la final. Goto ganó su bloque, superando tanto a Hiroshi Tanahashi como al actual Campeón Peso Pesado de la IWGP, Kazuchika Okada, con un récord de seis victorias y tres derrotas, avanzando a la final. El 14 de agosto, Goto fue derrotado en la final por Kenny Omega.
Hirooki Goto fue derrotado y Kenny Omega no pudo ganar el Campeonato Peso Pesado de la IWGP, y NOAH venció a NJPW en su pelea a 3-2 por Yano y Marufuji derrotando a Okada y Yoshi-Hashi, The Briscoes perdió los títulos de vuelta a Tonga y Loa y en el evento principal Okada retuvo el Campeonato Peso Pesado de la IWGP contra Marufuji, estableciendo así el evento principal de Wrestle Kingdom 11 entre Okada y el ganador del G1 Climax 2016 Kenny Omega, y terminando la pelea de NJPW con Noah. Del 21 de octubre al 5 de noviembre, Chaos participó en el Torneo Super Jr. Tag 2016 con Roppongi Vice, y Gedo y Will Ospreay en representación del establo. derrotó a los representantes de CMLL, Ángel de Oro y Titán, en la primera vuelta, Gedo y Will Ospreay fueron derrotados en la primera ronda por David Finlay y Ricochet. Roppongi Vice derrotó a Fuego y Ryusuke Taguchi en las semifinales el 30 de octubre. El 5 de noviembre en Power Struggle, Ishii y Yano no pudieron ganar el Campeonato en Parejas de la IWGP cuando fueron derrotados por Guerrillas of Destiny, y Roppongi Vice derrotó a ACH y Taiji Ishimori en la final del Torneo de Super Jr. Tag.

## Miembros
| *  | Miembro fundador |
| I  | Primer líder     |
| II | Segundo líder    |

### Miembros actuales
| Miembro         | Miembro | Tiempo                                                                          |
| --------------- | ------- | ------------------------------------------------------------------------------- |
| Beretta         |         | 15 de octubre de 2013 – 7 de febrero de 2019 10 de noviembre de 2021 – presente |
| Chuckie T       |         | 15 de octubre de 2017 – 7 de febrero de 2019 10 de noviembre de 2021 – presente |
| Hirooki Goto    |         | 12 de marzo de 2016 – presente                                                  |
| Orange Cassidy  |         | 10 de noviembre de 2021 – presente                                              |
| Kris Statlander |         | 10 de noviembre de 2021 – presente                                              |
| Danhausen       |         | 10 de noviembre de 2021 – presente                                              |
| Rocky Romero    |         | 12 de octubre de 2010 – presente                                                |
| Tomohiro Ishii  | *       | 23 de abril de 2009 – presente                                                  |
| Toru Yano       | *       | 23 de abril de 2009 – presente                                                  |
| YOH             |         | 9 de octubre de 2017 – presente                                                 |
| Yoshi-Hashi     |         | 28 de diciembre de 2011 – presente                                              |
| Lio Rush        |         | 28 de octubre de 2022 – presente                                                |

### Miembros antiguos
| Miembro           | Miembro | Tiempo                                         |
| ----------------- | ------- | ---------------------------------------------- |
| Alex Koslov       |         | 10 de junio de 2012 – 5 de enero de 2015       |
| Black Tiger (V)   | *       | 23 de abril de 2009 – 20 de junio de 2009      |
| Brian Kendrick    |         | 18 de junio de 2011 – 6 de noviembre de 2013   |
| Davey Richards    |         | 12 de octubre de 2010 – 12 de mayo de 2012     |
| Gedo              | *       | 23 de abril de 2009 – 8 de octubre de 2018     |
| Giant Bernard     | *       | 23 de abril de 2009 – 4 de abril de 2010       |
| Hideo Saito       |         | 18 de junio de 2011 – 4 de diciembre de 2011   |
| Jado              | *       | 23 de abril de 2009 – 8 de octubre de 2018     |
| Jay Briscoe       |         | 19 de diciembre de 2015 – 2 de julio de 2017   |
| Jay White         |         | 6 de enero de 2018 – 8 de octubre de 2018      |
| Karl Anderson     | *       | 23 de abril de 2009 – 4 de abril de 2010       |
| Kazushi Sakuraba  |         | 8 de junio de 2014 – 3 de julio de 2016        |
| Low Ki            |         | 1 de abril de 2012 – 4 de enero de 2013        |
| Mark Briscoe      |         | 19 de diciembre de 2015 – 2 de julio de 2017   |
| Masato Tanaka     |         | 16 de agosto de 2009 – 8 de diciembre de 2013  |
| Shinsuke Nakamura | I *     | 23 de abril de 2009 – 30 de enero de 2016      |
| Takashi Iizuka    | *       | 23 de abril de 2009 – 25 de mayo de 2014       |
| Tetsuya Naito     |         | 4 de abril de 2010 – 26 de mayo de 2011        |
| Will Ospreay      |         | 3 de marzo de 2016 – 16 de octubre de 2020     |
| Yujiro Takahashi  |         | 4 de abril de 2010 – 3 de mayo de 2014         |
| SHO               |         | 9 de octubre de 2017 – 4 de septiembre de 2021 |
| Wheeler Yuta      |         | 10 de noviembre de 2021 – 8 de abril de 2022   |
| Mikey Nicholls    |         | 25 de febrero de 2019 – 14 de mayo de 2022     |
| Robbie Eagles     |         | 30 de junio de 2019 – 21 de marzo de 2023      |

|Kazuchika Okada 
|II
|5 de enero de 2012 – 6 de marzo de 2024
|}

### Subgrupos
| Subgrupo                       | Miembros                                                  | Tiempo        | Tipo     | Compañías               |
| ------------------------------ | --------------------------------------------------------- | ------------- | -------- | ----------------------- |
| Bad Intentions                 | Giant Bernard Karl Anderson                               | 2009-2010     | Tag team | NJPW Pro Wrestling NOAH |
| Best Friends                   | Beretta Chukie T Orange Cassidy Kris Statlander Danhausen | 2017-presente | Stable   | NJPW ROH AEW            |
| Birds of Prey                  | Will Ospreay Robbie Eagles                                | 2019-2020     | Tag team | NJPW                    |
| Bishamon                       | Hirooki Goto Yoshi-Hashi                                  | 2022-presente | Tag Team | NJPW                    |
| The Briscoe Brothers           | Jay Briscoe Mark Briscoe                                  | 2015-2017     | Tag team | NJPW ROH                |
| Chaos Invincible               | Shinsuke Nakamura Tomohiro Ishii                          | 2012-2016     | Tag team | NJPW                    |
| Chaos Ride the Lighting        | Kazuchika Okada Yoshi-Hashi                               | 2012          | Tag team | NJPW                    |
| Chaos Top Team                 | Shinsuke Nakamura Toru Yano                               | 2011          | Tag team | NJPW                    |
| Chaos World Wrestling Warriors | Low Ki Brian Kendrick                                     | 2012          | Tag team | NJPW                    |
| Complete Players               | Masato Tanaka Gedo Jado Yujiro Takahashi                  | 2009-2013     | Stable   | NJPW                    |
| Crazy Ichizoku                 | Toru Yano Takashi Iizuka                                  | 2010-2014     | Tag team | NJPW                    |
| Forever Hooligans              | Alex Koslov Rocky Romero                                  | 2012-2015     | Tag team | NJPW                    |
| Jado & Gedo                    | Gedo Jado                                                 | 2009-2018     | Tag team | NJPW                    |
| No Limit                       | Tetsuya Naito Yujiro                                      | 2010-2011     | Tag team | NJPW                    |
| No Remorse Corps               | Davey Richards Rocky Romero                               | 2010-2012     | Tag team | NJPW                    |
| Roppongi 3K                    | Sho Yoh                                                   | 2017-2021     | Tag team | NJPW                    |
| Roppongi Vice                  | Rocky Romero Beretta                                      | 2015-2017     | Tag team | NJPW ROH                |

| Roppongi re vice|| 
Yoh
Rocky Romero || 2025–present || Tag team || NJPW
|}

## Campeonatos y logros
- All Elite Wrestling
  - AEW International Championship (2 veces, actual) - Orange Cassidy
  - AEW TBS Championship (1 vez, actual) - Kris Statlander
  - Tag Team Casino Battle Royale (2023) – Cassidy con Danhausen
- New Japan Pro-Wrestling
  - IWGP World Heavyweight Championship (1 vez) - Okada (1)
  - IWGP Heavyweight Championship (6 veces) - Nakamura (1) y Okada (5)
  - IWGP Intercontinental Championship (6 veces) - Tanaka (1) y Nakamura (5)
  - IWGP Junior Heavyweight Championship (6 veces) - Low Ki (2), Ospreay (3) y Eagles (1)
  - IWGP Junior Heavyweight Tag Team Championship (14 veces) - Richards y Romero (2), Koslov y Romero (2), Beretta y Romero (4), Sho y Yoh (5) y Eagles (1) con Tiger Mask IV
  - IWGP Tag Team Championship (7 veces, actual) - Naito y Takahashi (1), Iizuka y Yano (1), Jay Briscoe y Mark Briscoe (1), Ishii y Yano (1) y Goto y Yoshi-Hashi (3)
  - IWGP United States Heavyweight Championship (1 vez) - White (1)
  - NEVER Openweight 6-Man Tag Team Championship (6 veces, actual) - Yano, Jay Briscoe & Mark Briscoe (2), Beretta, Ishii & Yano (1), Ishii, Goto & Yoshi-Hashi (1), Goto, Yoshi-Hashi & Yoh (1) y Okada e Ishii (1) con Hiroshi Tanahashi
  - NEVER Openweight Championship (13 veces) - Tanaka (1), Ishii (6, actual), Goto (5) y Ospreay (1)
  - Best of the Super Juniors (2016 y 2019) - Ospreay
  - G1 Climax (2011) - Nakamura
  - G1 Climax (2012, 2014, 2021 y 2022) - Okada
  - G1 Tag League (2009) - Bernard y Anderson
  - New Japan Cup (2013, 2019) - Okada
  - New Japan Cup (2014)  - Nakamura
  - New Japan Rumble (2016) - Jado
  - Super Jr. Tag League (2010) - Gedo y Jado
  - Super Jr. Tag Tournament (2017, 2018, 2019) - Sho y Yoh
  - KOPW (2020 y 2021) - Yano
- Pro Wrestling Illustrated
  - Okada fue ubicado en el N.º 1 del PWI 500 de 2017
- Pro Wrestling NOAH
  - GHC Junior Heavyweight Tag Team Championship (1 vez) - Gedo y Jado
  - GHC Tag Team Championship (2 veces) - Iizuka y Yano (1) y Yano y Naomichi Marufuji (1)
  - Global Tag League (2016) - Yano y Naomichi Marufuji
- Revolution Pro Wrestling
  - RPW British Heavyweight Championship (2 veces) - Ishii
  - RPW British Cruiserweight Championship (1 vez) - Ospreay
- Ring of Honor
  - ROH World Championship (1 vez) - Richards
  - ROH World Tag Team Championship (1 vez) - Koslov y Romero
  - ROH World Television Championship (2 veces) - Ishii (1) y Ospreay (1)
- Wrestling Observer Newsletter
  - Lucha de 5 estrellas - (2013) Okada vs. Hiroshi Tanahashi (7 de abril)
  - Lucha de 5 estrellas - (2013) Ishii vs. Katsuyori Shibata (4 de agosto)
  - Lucha de 5 estrellas - (2013) Okada vs. Hiroshi Tanahashi (14 de octubre)
  - Lucha de 5 estrellas - (2015) Nakamura vs. Kota Ibushi (4 de enero)
  - Lucha de 5 estrellas - (2015) Ishii vs. Tomoaki Honma (14 de febrero)
  - Lucha de 5 estrellas - (2015) Nakamura vs. Hiroshi Tanahashi (16 de agosto)
  - Lucha de 5 estrellas - (2016) Okada vs. Hiroshi Tanahashi (4 de enero)
  - Lucha de 5 estrellas - (2016) Ishii vs. Okada (6 de agosto)
  - Lucha de 5 estrellas - (2017) Okada vs. Katsuyori Shibata (9 de abril)
  - Lucha de 5 estrellas - (2017) Ospreay vs Kushida (3 de junio)
  - Lucha de 6 estrellas - (2017) Okada vs. Kenny Omega (4 de enero)
  - Lucha de 6 estrellas - (2017) Okada vs. Kenny Omega (12 de agosto)
  - Lucha de 6,25 estrellas - (2017) Okada vs. Kenny Omega (11 de junio)
  - Lucha de 5 estrellas - (2018) Ospreay vs. Marty Scurll (1 de abril)
  - Lucha de 7 estrellas - (2018) Okada vs. Kenny Omega (9 de junio)
  - Lucha de 5 estrellas - (2019) Ospreay vs. Bandido (23 de mayo)
  - Lucha de 5¾ estrellas (2019) Ospreay vs. Shingo Takagi (5 de junio)
  - Bruiser Brody Memorial (2014, 2015, 2016)- Ishii
  - Mejor Luchador Aéreo (2016) - Ospreay
  - Mejor Movimiento de ucha libre (2012, 2013) - Rainmaker de Okada
  - Feudo del Año (2012, 2013) - Okada vs. Hiroshi Tanahashi
  - Luchador Más Carismático (2014, 2015) - Nakamura
  - Luchador que Más ha Mejorado (2012) - Okada
  - Lucha del Año (2013) - Okada vs. Hiroshi Tanahashi (7 de abril)
  - Lucha del Año (2015) - Nakamura vs. Kota Ibushi (4 de enero)
  - Lucha del Año (2016) - Okada vs. Hiroshi Tanahashi (4 de enero)
  - Luchador del Año (2014) - Nakamura

## En lucha
- Movimientos finales en equipo
  - Magic Killer (Anderson y Bernard) (Aided snap swinging neckbreaker)
  - Strong Zero (Cradle back-to-belly piledriver (Baretta) seguido de un diving double foot stomp (Chuckie/Romero))
  - GYR (Goto y Yoshi-Hashi) (Aided spinning facelock lariat en un facebreaker)
  - Contract Killer (Inverted Death Valley driver (Koslov/Richards) seguido de un springboard diving knee drop (Romero))
  - Limitless Expolsion (Wheelbarrow facebuster (Naito) seguido de un cutter (Yujiro))
  - 3K (Flapjack (Sho) y Complete Shot (Yoh))
- Temas de entrada
  - "Worlds Collide" de Apocalyptica
  - "Chaos Theme" de Yonosuke Kitamura